# Горуна (Прахова)
Горуна (рум. Goruna) насеље је у Румунији у округу Прахова у општини Кокораштиј Мислиј. Oпштина се налази на надморској висини од 283 m.

## Становништво
Према подацима из 2002. године у насељу је живело 1077 становника, од којих су сви румунске националности.